# 田島万古焼
田島万古焼（たじまばんこやき）は、福島県南会津町で焼かれている陶磁器。

## 歴史
1845年（弘化2年）に、二本松から陶工を招き窯を築かせて、「鴫山万古（しぎやまばんこ）」と名づけたのが始まりと言われている。戦争などの影響によって一度途絶えたが、1973年（昭和48年）に田島万古焼復活組合が発足し、「田島万古焼 勝三窯」として再び生産されるようになった。

## 特徴
全国でも珍しい古来の手ひねり万古として、指紋を活かした力強さの中にぬくもりを感じる陶器である。釉薬を使わずに高温で焼き上げるため、明るい素焼きの色が出る。また、「無事帰る」「良い目が出る」の縁起を担ぎ、蛙とサイコロのモチーフが多い。